# Lumpkin
Lumpkin es un pueblo ubicado en el condado de Stewart en el estado estadounidense de Georgia. En el censo de 2000, su población era de 1.369.

## Demografía
En el 2000 la renta per cápita promedia del hogar era de $22,315, y el ingreso promedio para una familia era de $27,321. El ingreso per cápita para la localidad era de $16,146. Los hombres tenían un ingreso per cápita de $22,422 contra $20,250 para las mujeres.

## Geografía
Lumpkin se encuentra ubicado en las coordenadas 32°2′59″N 84°47′45″O / 32.04972, -84.79583 (32.049638, -84.795859).
Según la Oficina del Censo, la localidad tiene un área total de 4,1 km² (1,6 mi²), de la cual 4,1 km² (1,6 mi²) es tierra y 0 km² (0 mi²) (0.00%) es agua.